# NHL Entry Draft 1982
NHL Entry Draft 1982 był 20. draftem NHL w historii. Odbył się w dniu 9 czerwca w Forum de Montréal w Montrealu.

## Draft 1982

### Runda 1
| #  | Zawodnik            | Narodowość        | Drużyna NHL                                 | Klub macierzysty                     |
| -- | ------------------- | ----------------- | ------------------------------------------- | ------------------------------------ |
| 1  | Gord Kluzak (O)     | Kanada            | Boston Bruins (z New Jersey Devils)         | Billings Bighorns (WHL)              |
| 2  | Brian Bellows (PS)  | Kanada            | Minnesota North Stars (z Detroit Red Wings) | Kitchener Rangers (OHL)              |
| 3  | Gary Nylund (O)     | Kanada            | Toronto Maple Leafs                         | Portland Winter Hawks (WHL)          |
| 6  | Phil Housley (O)    | Stany Zjednoczone | Buffalo Sabres (z Los Angeles Kings)        | South St. Paul High School (USHS-MN) |
| 16 | Dave Andreychuk (C) | Kanada            | Buffalo Sabres                              | Oshawa Generals (OHL)                |

### Runda 2
| #  | Zawodnik             | Narodowość     | Drużyna NHL                                                        | Klub macierzysty |
| -- | -------------------- | -------------- | ------------------------------------------------------------------ | ---------------- |
| 25 | Peter Ihnačák (C)    | Czechosłowacja | Toronto Maple Leafs (z Hartford Whalers przez Philadelphia Flyers) | Sparta Praga     |
| 36 | Tomas Sandström (PS) | Szwecja        | New York Rangers                                                   | Fagersta AIK     |

### Runda 4
| #  | Zawodnik             | Narodowość     | Drużyna NHL                                  | Klub macierzysty |
| -- | -------------------- | -------------- | -------------------------------------------- | ---------------- |
| 68 | Timo Jutila (O)      | Finlandia      | Buffalo Sabres (z Washington Capitals)       | Tappara          |
| 73 | Vladimír Růžička (C) | Czechosłowacja | Toronto Maple Leafss (z Pittsburgh Penguins) | HC Litvínov      |

### Runda 6
| #   | Zawodnik            | Narodowość | Drużyna NHL     | Klub macierzysty |
| --- | ------------------- | ---------- | --------------- | ---------------- |
| 125 | Raimo Summanen (LS) | Finlandia  | Edmonton Oilers | Kiekkoreipas     |

### Runda 5
| #   | Zawodnik            | Narodowość | Drużyna NHL           | Klub macierzysty      |
| --- | ------------------- | ---------- | --------------------- | --------------------- |
| 134 | Doug Gilmour (C)    | Kanada     | St. Louis Blues       | Cornwall Royals (OHL) |
| 143 | Wiktor Żłuktow (LS) | ZSRR       | Minnesota North Stars | CSKA Moskwa           |

### Runda 9
| #   | Zawodnik              | Narodowość     | Drużyna NHL         | Klub macierzysty |
| --- | --------------------- | -------------- | ------------------- | ---------------- |
| 171 | Miroslav Ihnačák (PS) | Czechosłowacja | Toronto Maple Leafs | TJ VSŽ Košice    |

Legenda: B – bramkarz, O – obrońca, C – center, LS – lewoskrzydłowy, PS – prawoskrzydłowy.